# 박이서 (성우)
박이서(1996년 2월 12일 ~ )는 대한민국의 여자 성우다. 2021년 CJ ENM 성우극회로 데뷔했다.

## 출연작

### 2021년
- 도깨비언덕에 왜 왔니? - 세윤, 민지, 설녀
- 명탐정 코난 19기 - 광팬, 여자1(6화) / 어린 이팔자(8화) / B양(9~10화) / 사유리(11~12화) / 태민지(14~15화) / 박명이(24~26화)
- 방과후 트레저헌팅 - 남자 아이
- 뱀파이어소녀 달자
- 신비아파트 시리즈
- 신비아파트 고스트볼Z: 어둠의 퇴마사 - 유라, 양호 선생님, 이현지, 구두리 짝꿍, 채원 엄마, 내비게이션, 아이3, 좀비
- 신비아파트 스페셜: 철원의 숲속 퇴마사, 철궁이, 신비아파트 스페셜: 다시 만난 철궁이와 철원 월정리의 전설 - 철루미
- 구직남 - 쁘띠궁 여자 직원, 헬로마트 직원, 노잼, 가리비, 오른키, 허니재희, 푸들, 시바스찬, 크리스티나, 애견샵 주인, 신랑 할머니, 신랑 어머니, 레퍼관객(여), 신부, 의문의 윗층 사람
- 세상에 나쁜 악귀는 없다 - 마리
- GHOST 무서 WAR 시즌 2 - 양아치 친구들, 계나리의 어머니, 민지, 유토파 유저들, 김도은, 이지니, 교주
- 안녕! 보노보노 7기 - 각종 단역
- 웰컴투 정글스쿨 - 견간지 아내, 광채 엄마, 해교
- 이상한 과자가게 전천당
- 짱구는 못말려 6기 재더빙(더 비기닝) - 각종 단역
- 짱구는 못말려 21기 - 각종 단역

### 2022년
- 명탐정 코난 20기 - 홍지선(5화) / 문소희(7화) / 채화(18화) / 우지안(20~21화) / 찔레(27화)
- 뱀파이어소녀 달자
- 신비아파트 시리즈
- 신비아파트 고스트볼Z: 귀도퇴마사 - 연희, 동물원 원장 부인, 연수, 이재욱, 미미, 상현, 하늘도깨비
- GHOST 무서 WAR 시즌 3 - 지호, 점원, 할머니, 엄마, 할머니, 여동생, 경찰(여), 승연, 지하철 방송음, 아줌마
- 안녕! 보노보노 8기 - 담돌, 찍찍이
- 토마스와 친구들: 함께 달리자! - 애니
- 짱구는 못말려 22기 - 각종 단역
- 요괴워치 음표
- 퍼피 구조대 8기

### 2023년
- 네모바지 스폰지밥 시즌 13 - 각종 단역
- 명탐정 코난 21기 - 감효정(3화) / 강이라(4화) / 어린 우상길(12화) / 오연우(16화) / 강미나(27~29화)
- 신비아파트 시리즈
- 신비아파트 고스트볼 ZERO - 사회자, 안진희, 한진서 엄마, 선영, 중학생 게이머, 임승환 엄마, 김여원 엄마
- 신비아파트: 부기의 발명품을 찾아라! - 여자 아이
- 신비아파트 고스트볼 ZERO: 두 번째 이야기 - 이세현, 경재, 김정연, 선상귀(엄마), 수비수, 영빈, 여자친구, 여자 아이 2, 김여원 엄마, 사람들
- 신비아파트 스페셜: 철궁이와 철원 히어로즈 한탄강의 전설 - 철루미
- 올리의 신비한 몬스터 가방 - 클레오
- 안녕! 보노보노 9기 - 여울이
- 짱구는 못말려 23기 - 각종 단역
- 토마스와 친구들: 함께 달리자! 2기 - 브루노

### 2024년
- 괴수 8호 - 시노미야 키코루
- 링컨의 집에서 살아남기 집에서 놀자 스페셜 - 리암, 아나 외 단역
- 안녕! 보노보노 10기 - 여울이
- 짱구는 못말려 24기 - 각종 단역
- 신비아파트 2단지 - 옷장 귀신, 지나, 리아, 연근 희망 여성 1, 진규, 반 아이들 2
- 스쿠비 두, 괴물 의상의 비밀(카툰 네트워크) - 데이지
- 명탐정 코난 22기 - 장휴가(7화) / 심도영, 어린 천용삼(8~9화) / 탁진미(21화) / 조윤희(22화) / 홍지호(28화)
- 명탐정 코난 재더빙 1기 - 태용이(6화)
- 슈팅스타 캐치! 티니핑 - 다롱핑

### 2025년
- 귀멸의 칼날 - 카마도 타케오
- 짱구는 못말려 25기 - 오별나

### 극장판 애니메이션
- 극장판 명탐정 코난 시리즈
- 명탐정 코난: 흑철의 어영 - 나오미 아르젠트
- 명탐정 코난: 100만 달러의 펜타그램 - 요시나가 미코
- 극장판 짱구는 못말려 시리즈
- 극장판 짱구는 못말려: 격돌! 낙서왕국과 얼추 네 명의 용사들 - 석기시대인 외 다수 배역
- 극장판 짱구는 못말려: 수수께끼! 꽃피는 천하떡잎학교 - 방송인 외 다수 배역
- 극장판 짱구는 못말려: 동물소환 닌자 배꼽수비대 - 강바람
- 신차원! 짱구는 못말려 더 무비: 초능력 대결전 ~날아라 수제김밥~ - 광태
- 극장판 짱구는 못말려: 우리들의 공룡일기 - 안젤라
- 신비아파트 시리즈/극장판 및 특별판
- 신비아파트 특별판: 빛의 뱀파이어와 어둠의 아이(TVING) - 어린 리온 레이몬드
- 신비아파트 극장판 차원도깨비와 7개의 세계 - 안내봇 2
- 신비아파트 특별판: 조선퇴마실록(TVING) - 궁녀 1, 평안대감집 아이, 왕비

### 특촬물
- 울트라맨 Z - 정윤희

### 게임
- 그랑사가 - 시그드리파
- 데스티니 차일드 - 오네이로이
- 리버스: 1999 - 블로니, 튜즈데이
- 명일방주 - 터치, 스푸리아
- 무기미도 - 라이즈
- 봉괴: 스타레일 - 경류
- 블루 아카이브 - 아사히나 피나, 와니부치 아카리
- 사니양 연구실 - 비샤, 피야
- 소드 오브 콘발라리아 - 트리스탄
- 스매시 레전드 - 나르샤
- 승리의 여신: 니케 - 티아
- 아우터플레인 - 레지나
- 원신 - 르노바
- 쿠키런: 킹덤 - 구름해태맛 쿠키, 검볼다이버맛 쿠키의 옛 동료, 누가맛 쿠키, 자신만만 뾰족 성게단, 하얀검은용

### 오디오 드라마
- 연애제한구역 (야해) - 이은호 외
- FUCKPECT BUDDY(퍼펙트 버디) (야해) - 박영숙 외
- 이방인 (ACO)

### 오디오북
- 클라이언트 (야해/해밍) - 로딕 회장 외